# Doble juego (película de 2004)
Doble juego es una película peruana dirigida por Alberto Durant estrenada el 8 de abril de 2004.

## Sinopsis
En la ciudad de Lima cae el gobierno corrupto de Alberto Fujimori. Mientras, siete personajes sin escrúpulos se entrecruzan fascinados por los encantos de un hábil timador y la posibilidad que éste les ofrece de hacer realidad sus sueños más urgentes. Una historia cómica sobre esa dimensión de los deseos que nos motorizan día a día y al mismo tiempo nos vuelven fácilmente vulnerables. Una historia dramática sobre las pequeñas y grandes mentiras que invaden nuestra vida cotidiana. Doble juego se va construyendo en torno a cada uno de estos personajes, revelando sus sueños y la manera en que cada cual vive y miente en esta historia de sorpresas y trampas.

## Reparto
- Fabrizio Aguilar, como Rafo
- Fernando Cayo como Salvador Gutiérrez
- Mari Pili Barreda como Laura
- Katia Condos como Mary
- Gianela Neyra como Carmen
- Emilram Cossio como Wilson
- Gabriela Velázquez como Sra. Gloria
- Gianfranco Brero como Jaime
- Ana Cecilian Natteri como
- Carlos Alcántara como Miguelon
- Macarena Poppe como hija de Miguelon
- Paul Vega como Gerente de motel

## Premios
Este filme fue seleccionado como candidato al Premio India Catalina de Oro a la Mejor película en el Festival Internacional de Cine de Cartagena en 2005.